# 過渡區

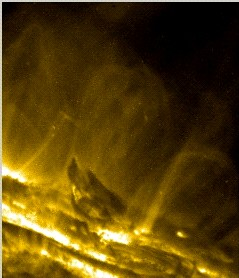
TRACE 19.5奈米波長的日冕影像，中央下方的黑暗區域是日珥。可以看見低層的過渡區，明亮的霧氣籠罩在太陽的表面，日珥本身則被明亮的光輪包圍著。巨大和明亮的結構是日冕的磁圈。

過渡區是太陽大氣層內介於色球和日冕中間的一區，只能在太空中使用紫外線望遠鏡看見。它的重要性在於一些未曾被說明，但在太陽大氣物理中是很重要的轉換：
- 在此之下，重力控制著太陽主要的形狀特徵，因此太陽能被水平的分層並描述特點（像是黑子）；在這之上，動力學的力量控制了太陽的主要特性，因此過渡區的高度不能分出層次很明確定義出來。
- 在此之下，多數的氦沒有被完全的游離，所以他能有效的放出能量；在這之上，氦被完全的游離，對溫度的平衡有深遠的影響（詳見下文）。
- 在此之下，物質是不透明的，顏色與譜線相關聯，所以在過渡區下形成的譜線主要是紅外線、可見光、近紫外線的吸收線；而在過渡區或其上的譜線，主要是遠紫外線（FUV）和X射線。這使得過渡區的輻射傳導變得非常複雜。
- 在此之下，氣體壓力和流體動力學控制了形狀和結構；在這之上，磁力控制了運動和形狀的結構，提升不同簡化的磁流體動力學。過渡區本身是很難研究的部分，因為他必須以極端複雜的那微-史托克方程式和馬克斯威方程來處理。

氦的游離是很重要的，因為它是形成日冕很關鍵的成分：當太陽的溫度較低時，氦只是部分被游離（也就是仍保留了兩個電子中的一個），物質經由黑體輻射和來曼連續流對氦的直接耦合，非常有效的被輻射冷卻。在這種情況下，支撐色球層頂的平衡溫度只有幾萬K。
只要有更多的熱量，氦就可以充分的被游離。在這個點上，與氦耦合的萊曼連續流被終止，並且不再能有效的輻射熱量。於是溫度迅速的躍升至數百萬度K－日冕的溫度。這種現項稱為溫度激變，並且是一種相變，類似於水沸騰成為蒸氣；事實上，太陽物理學家提到這種過程就以大家熟悉的水蒸發來比喻。同樣的，如果日冕的溫度只要被微量的降低，物質就會迅速的變冷，經由溫度激變下降數十萬K，並且被凝聚。過渡區被認為就在或就圍繞著溫度激變物質的周圍。
在TRACE太空船的FUV影像下可以看見過渡區，像一輪暗淡的光暈浮在黑暗的太陽（在FUV）和日冕表面之上。光輪也環繞在黑暗的日珥FUV影像周圍，那兒包含了被磁場暫時支撐住的凝聚物質。

## 外部連結
- 解釋過渡區(和色球層)的動畫 （页面存档备份，存于） (University of Glamorgan).
- 解釋過渡區(和色球層)溫度的動畫 （页面存档备份，存于） (University of Glamorgan).